# سبعة أيام باقية حتى الظهيرة (فلم)
سبعة أيام باقية حتى الظهيرة  (بالإنجليزية: Seven Days to Noon) هو فيلم دراما تم إنتاجه في المملكة المتحدة وصدر في سنة 1950.

## ترشيحات وجوائز
| السنة | الحدث          | الفئة    | النتيجة  |
| ----- | -------------- | -------- | -------- |
|       | جائزة الأوسكار | أفضل قصة | فـــــوز |

## وصلات خارجية
- مقالات تستعمل روابط فنية بلا صلة مع ويكي بيانات